# Diana Klimova
Diana Klimova (Russisch: Диана Андреевна Климова; 8 oktober 1996) is een Russisch baan- en wegwielrenster die sinds 2020 rijdt voor Cogeas-Mettler.

## Baanwielrennen
Klimova behaalde samen met Goelnaz Badykova een tweede plaats op de koppelkoers tijdens de Europese kampioenschappen baanwielrennen in 2018. Bij de Europese Spelen van 2019 in Minsk behaalde Klimova een derde plaats op de koppelkoers, deze keer samen met Maria Novolodskaya.

### Belangrijkste resultaten
| Jaar        | RK                                           | EK                        | WK         | Overig                       |
| Als junior  | Als junior                                   | Als junior                | Als junior | Als junior                   |
| ----------- | -------------------------------------------- | ------------------------- | ---------- | ---------------------------- |
| 2014        |                                              | scratch · puntenkoers     |            |                              |
| Als belofte |                                              |                           |            |                              |
| 2017        |                                              | koppelkoers               |            |                              |
| 2018        |                                              | koppelkoers · puntenkoers |            |                              |
| Als elite   |                                              |                           |            |                              |
| 2018        | koppelkoers · ploegenachtervolging · omnium  | koppelkoers               |            |                              |
| 2019        | koppelkoers · scratch · puntenkoers · omnium |                           |            | Europese Spelen: koppelkoers |
| 2020        |                                              | koppelkoers               |            |                              |

## Wegwielrennen

### Overwinningen
2020
Grote Prijs van Alanya
 Russisch kampioene op de weg, Elite